# محمد بوزوبع
محمد بوزوبع (1939، مكناس - 2007، الرباط) سياسي ومحامي مغربي، تم تعيينه في مارس 1998 وزيرًا مكلفًا بالعلاقات مع البرلمان، قبل أن يتولّى منصبه وزير العدل بين 2002 - 2007.

## مسيرته
حصل على دبلوم الدراسات العليا في التجارة من جامعة القاهرة واجازة في الحقوق من كلية الحقوق بالرباط. وفي سنة 1962 التحق بمهنة المحاماة، وشغل سنة 1973 منصب الكاتب العام لهيئة الرباط.
انتخب سنة 1977 عضوًا دائمًا بمنظمة المدن العربية، وهو عضو مؤسس للمنظمة المغربية لحقوق الإنسان.

### النشاط السياسي
هو أحد مؤسسي الاتحاد الوطني للقوات الشعبية والاتحاد الاشتراكي للقوات الشعبية. في سنة 1976 انتخب نائبا أول لرئيس المجلس البلدي للرباط وعضوا باللجنة المركزية للاتحاد الاشتراكي للقوات الشعبية.
وأصبح سنة 1977 عضوا دائما بمنظمة المدن العربية، وجرى انتخابه سنة 1983 مستشارا بجماعة الرباط اليوسفية، وكذا عضوا باللجنة الإدارية لحزب الاتحاد الاشتراكي للقوات الشعبية.
وانتخب بوزوبع نائبا برلمانيا عن مكناس الولاية التشريعية الرابعة من 1984 إلى 1992 ، وأصبح في عام 1990 عضوا بالمجلس الاستشاري لحقوق الإنسان، ثم اعيد انتخابه سنة 1992 مستشارا جماعيا بجماعة الرباط اليوسفية، وفي سنة 1997 أصبح عضوا باللجنة المديرة للمعهد الاشتراكي للعمل الجماعي.
شغل منصب رئيس الاتحاد الوطني لطلبة المغرب، وعضوا مؤسساً للمنظمة المغربية لحقوق الإنسان.

### الوزارة
عين في مارس 1998 من قبل الحسن الثاني وزيرا مكلفا بالعلاقات مع البرلمان، قبل أن يعينه الملك محمد السادس في المنصب نفسه في 6 سبتمبر سنة 2000.

## وفاته
توفي بتاريخ 16 ننوفمبر 2007 بالرباط